# Sphephelo Sithole
Sphephelo Sithole (Durban, 3 marzo 1999) è un calciatore sudafricano, centrocampista del Tondela e della nazionale sudafricana.

## Carriera

### Club
Cresciuto nella KZN Academy, nel 2017 si trasferisce in Europa dove milita nei settori giovanili di Sporting Lisbona, Vitória Setúbal e Belenenses SAD. Il 15 luglio 2020 debutta fra i professionisti giocando con il Belenenses l'incontro di Primeira Liga pareggiato 1-1 contro il Braga.

### Nazionale
Nel 2022 ha esordito in nazionale; nel 2023 ha partecipato alla Coppa d'Africa.

## Statistiche
Statistiche aggiornate al 27 dicembre 2020.

### Presenze e reti nei club
| Stagione        | Squadra          | Campionato      | Campionato | Campionato | Coppe nazionali | Coppe nazionali | Coppe nazionali | Coppe continentali | Coppe continentali | Coppe continentali | Altre coppe | Altre coppe | Altre coppe | Totale | Totale | Totale |
| Stagione        | Squadra          | Comp            | Pres       | Reti       | Comp            | Pres            | Reti            | Comp               | Pres               | Reti               | Comp        | Pres        | Reti        | Pres   | Reti   |        |
| --------------- | ---------------- | --------------- | ---------- | ---------- | --------------- | --------------- | --------------- | ------------------ | ------------------ | ------------------ | ----------- | ----------- | ----------- | ------ | ------ | ------ |
| 2020-2021       | Belenenses SAD B | CdP             | 2          | 0          |                 | -               | -               |                    | -                  | -                  |             | -           | -           | 2      | 0      |        |
| 2019-2020       | Belenenses SAD   | PL              | 1          | 0          | CP+CdL          | 0               | 0               |                    | -                  | -                  |             | -           | -           | 1      | 0      |        |
| 2020-2021       | Belenenses SAD   | PL              | 4          | 0          | CP              | 2               | 0               |                    | -                  | -                  |             | -           | -           | 6      | 0      |        |
| Totale carriera | Totale carriera  | Totale carriera | 7          | 0          |                 | 2               | 0               |                    | -                  | -                  |             | -           | -           | 9      | 0      |        |